# Tymoteusz Zimny
Tymoteusz Zimny (ur. 14 marca 1998 w Czarnkowie) – polski lekkoatleta specjalizujący się w biegach sprinterskich.
Półfinalista mistrzostw świata juniorów młodszych (2015) i światowego czempionatu juniorów (2016) w biegu na 400 metrów. W 2017 startował na juniorskich mistrzostwach Europy w Grosseto, podczas których zdobył srebro w biegu na 400 metrów oraz brąz w sztafecie 4 × 400 metrów.
Złoty medalista mistrzostw Polski juniorów i juniorów młodszych. Brązowy medalista Halowych Mistrzostw Polski Seniorów (Toruń 2020).
W 2024 roku wziął udział w 13. edycji programu TVN - Top Model..
W 2 weekendzie sierpnia 2025 roku jego siostra Antonina poślubiła siatkarza reprezentacji Polski, Macieja Muzaja.

## Osiągnięcia
| Rok  | Impreza                               | Miejsce   | Konkurencja        | Pozycja    | Wynik   |
| ---- | ------------------------------------- | --------- | ------------------ | ---------- | ------- |
| 2015 | Mistrzostwa świata juniorów młodszych | Cali      | bieg na 400 m      | półfinał   | 47,53   |
| 2016 | Mistrzostwa świata juniorów           | Bydgoszcz | bieg na 400 m      | półfinał   | 47,14   |
| 2016 | Mistrzostwa świata juniorów           | Bydgoszcz | sztafeta 4 × 400 m | eliminacje | 3:09,42 |
| 2017 | Mistrzostwa Europy juniorów           | Grosseto  | bieg na 400 m      | 2. miejsce | 46,04   |
| 2017 | Mistrzostwa Europy juniorów           | Grosseto  | sztafeta 4 × 400 m | 3. miejsce | 3:09,32 |
| 2017 | Mistrzostwa świata                    | Londyn    | sztafeta 4 × 400 m | 7. miejsce | 3:01,59 |
| 2019 | Halowe mistrzostwa Europy             | Glasgow   | sztafeta 4 × 400 m | 4. miejsce | 3:08,40 |
| 2022 | Halowe mistrzostwa świata             | Belgrad   | sztafeta 4 × 400 m | 4. miejsce | 3:07,81 |
| 2022 | Mistrzostwa Europy                    | Monachium | sztafeta 4 × 400 m | eliminacje | 3:02,95 |

## Rekordy życiowe
- Bieg na 300 metrów (hala) – 33,75 (2018), w 2017 ustanowił halowy rekord Polski juniorów (34,22), który przetrwał do 2021[5]
- Bieg na 400 metrów (stadion) – 46,04 (2017)
- Bieg na 400 metrów (hala) – 47,17 (2022)